# Hilaira gibbosa
Hilaira gibbosa es una especie de araña tejedora de sábana perteneciente al género Hilaira, de la familia Linyphiidae, orden Araneae. Fue descrita por Tanasevitch en 1982.

## Descripción
El cuerpo del macho mide 2,45 mm de longitud y el de la hembra 2,83 mm.

## Distribución
Se distribuye por Rusia, desde Europa hasta el Lejano Oriente, en Mongolia y Canadá.